# Порицький Олександр Іванович
Олександр Іванович Порицький (22 серпня 1970, Хмельницький, Українська РСР) — радянський та український футболіст, воротар.

## Кар'єра гравця
Вихованець «Поділля» (Хмельницький). Більшу частину кар'єри провів у рідному місті. Почав виступати за місцевий клуб у 1987 році. Потім грав за «Карпати» (Кам'янка-Бузька). Спочатку у чемпіонаті Львівської області, а тоді в чемпіонаті СРСР. Після створення чемпіонату України перейшов у «Кристал» (Чортків), де провів два сезона і був запрошений у «Верес» (Рівне). У вищоліговому клубі за півсезона провів лише один матч у кубку України . Потім повернувся у Хмельницький. Тоді з невеликими перервами захищав кольори місцевого «Поділля» до 2004-го. Завершив кар'єру гравця у аматорському клубі «Іскра-Поділля» (Теофіполь).

## Статистика виступів
| Сезон     | Клуб                             | Ліга           | Чемпіонат | Чемпіонат | Кубок | Кубок |
| Сезон     | Клуб                             | Ліга           | Ігри      | Голи      | Ігри  | Голи  |
| --------- | -------------------------------- | -------------- | --------- | --------- | ----- | ----- |
| 1987      | «Поділля» (Хмельницький)         | 2 ліга, 6 зона | 4         | ?         | ?     | ?     |
| 1988      | «Поділля» (Хмельницький)         | 2 ліга, 6 зона | 8         | ?         | ?     | ?     |
| 1991      | «Карпати» (Кам'янка-Бузька)      | 2 ліга, 1 зона | 10        | ?         | ?     | ?     |
| 1992      | «Кристал» (Чортків)              | Перша ліга     | 11        | –15       | 0     | 0     |
| 1992—1993 | «Кристал» (Чортків)              | Перша ліга     | 12        | –17       | 1     | –2    |
| 1993—1994 | «Верес» (Рівне)                  | Вища ліга      | 0         | 0         | 1     | –1    |
| 1993—1994 | «НОРД-АМ-Поділля» (Хмельницький) | Перша ліга     | 10        | −17       | 0     | 0     |
| 1994—1995 | «Поділля» (Хмельницький)         | Перша ліга     | 21        | −17       | 1     | 0     |
| 1994—1995 | «Адвіс» (Хмельницький)           | Третя ліга     | 2         | −2        | 0     | 0     |
| 1995—1996 | «Поділля» (Хмельницький)         | Перша ліга     | 42        | −48       | 3     | −6    |
| 1996—1997 | «Поділля» (Хмельницький)         | Перша ліга     | 20        | −27       | 0     | 0     |
| 1997—1998 | «Поділля» (Хмельницький)         | Друга ліга     | 12        | −9        | 2     | −7    |
| 1998—1999 | «Поділля» (Хмельницький)         | Перша ліга     | 28        | −27       | 3     | −1    |
| 1999—2000 | «Поділля» (Хмельницький)         | Друга ліга     | 26        | −19       | 6     | −10   |
| 2000—2001 | «Красилів»                       | Друга ліга     | 21        | −16       | 2     | −3    |
| 2001—2002 | «Красилів»                       | Друга ліга     | 1         | 0         | 2     | −4    |
| 2001—2002 | «Фрунзенець» (Суми)              | Друга ліга     | 10        | −16       | 0     | 0     |
| 2002—2003 | «Поділля» (Хмельницький)         | Друга ліга     | 1         | 0         | 0     | 0     |
| 2003—2004 | «Поділля» (Хмельницький)         | Друга ліга     | 6         | −3        | 0     | 0     |

## Тренерська кар'єра
Після завершення ігрової кар'єри тренував юнаків в ДЮФК «Поділля». Потім став тренером воротарів місцевого професійного футбольного клубу. Коли Віктор Муравський подав у відставку, виконував обов'язки головного тренера хмельничан. Після призначення нового головного тренера, у травні 2011 року повернувся до тренування воротарів «Динамо». 
У липні 2013 року став тренером воротарів «Волині» U-19.